# Pocahontas (Film)
Pocahontas ist der 33. abendfüllende Zeichentrickfilm der Walt-Disney-Studios. Er beruht auf der Geschichte der Indianerfrau Pocahontas und ist somit der erste Disneyfilm, dem eine reale Person zugrunde liegt. Die Premiere fand am 15. Juni 1995 im Central Park in New York City vor einer geschätzten Menge von 100.000 Menschen statt. Damit hält Pocahontas bis heute den Rekord für die größte Filmpremiere überhaupt. Am 23. Juni 1995 startete Pocahontas schließlich US-weit in den Kinos und spielte am Eröffnungswochenende rund 30 Millionen Dollar ein. In Deutschland und Österreich kam der Film am 16. November 1995 heraus, in der Schweiz einen Tag später.
Der Film war zwar finanziell erfolgreich und spielte mit 346 Mio. US-Dollar etwa das Fünffache seiner Produktionskosten von 55 Mio. US-Dollar ein, blieb jedoch entgegen den Erwartungen der Macher weit hinter den Einspielergebnissen seines Vorgängers Der König der Löwen zurück, die etwa doppelt so hoch waren. 1998 produzierte Disney die Fortsetzung Pocahontas 2 – Die Reise in eine neue Welt für den Videoverkauf.

## Handlung
England im Jahre 1607. Eine Gruppe von Männern, darunter der berühmte englische Abenteurer John Smith, soll im Auftrag der Virginia Company das noch junge Amerika erkunden. John Ratcliffe, Leiter der Expedition und selbsternannter Gouverneur des neu gegründeten Jamestown, ist besonders egozentrisch und versucht das Land auszubeuten. Auch die restliche Besatzung sieht in der neuen Welt einen rückständigen Ort, den es zu verbessern gilt. Auf der Reise in die Neue Welt gerät das Schiff der Engländer in einen Sturm, bei dem Thomas (ein junges Besatzungsmitglied, das zum ersten Mal reist) über Bord geht, jedoch von John gerettet wird.
In dieser vermeintlich rückständigen Welt verspricht der Indianerhäuptling Powhatan, der mit seinen Kriegern gerade aus einem Krieg mit einem feindlichen Indianerstamm zurückkehrt, seine schöne Tochter Pocahontas dem stärksten Krieger des Volkes, Kokoum, der jedoch nicht ihren persönlichen Wünschen entspricht. Er ist ihr zu ernst. Pocahontas sucht Rat bei Großmutter Weide, einer alten sprechenden Trauerweide, und erzählt ihr von einem Traum, den sie in letzter Zeit immer wieder hat und in dem ein kreisender Pfeil vorkommt. Sie glaubt, dass dieser Traum auf ein künftiges aufregendes Ereignis hindeutet. Großmutter Weide rät ihr, mit dem Herz zu lauschen und dann zu verstehen. Bald darauf entdeckt Pocahontas „seltsame Wolken“, die in Wirklichkeit die Segel des englischen Schiffes sind, das in der nahegelegenen Bucht anlegt.
Die Engländer erkunden die Gegend, errichten Jamestown und begeben sich, angestachelt vom habgierigen Ratcliffe, auf die Suche nach Gold, während John das Gebiet wegen eventueller Gefahren erkundet. Pocahontas verliebt sich auf einem Erkundungsgang mit ihren Freunden Meeko (einem Waschbären) und Flit (einem Kolibri) in den Engländer Smith. Zwar verstehen sie einander zunächst nicht, doch Pocahontas hört auf den Rat ihrer Mentorin, Großmutter Weide, sie solle auf ihr Herz hören, und lässt sich auf Smith ein. Im Laufe ihrer Bekanntschaft, die sich zu einer Freundschaft und bald zu einer Liebesbeziehung entwickelt, vermittelt sie ihm Verständnis für die Natur und für ihre Kultur, was den kolonialistisch eingestellten Engländer zum ersten Mal an seinen engstirnigen und intoleranten Ansichten zweifeln lässt.
Währenddessen geraten die amerikanischen Ureinwohner und die Engländer, deren Lebensideologien unterschiedlicher nicht sein könnten, feindlich aneinander. Powhatan entsendet nach einer Warnung durch Kekata, den Medizinmann des Stammes, einen Erkundungstrupp unter der Führung Kokoums, um die unbekannten Eindringlinge auszukundschaften und so zu erfahren, was diese in seinem Land vorhaben. Dabei werden die Indianer von den Engländern bemerkt und es kommt zu einem ersten Gefecht, bei dem zwar niemand getötet, ein Indianer aber angeschossen wird. Powhatan ist durch diesen Vorfall so alarmiert, dass er die Engländer als zu bekämpfende Feinde betrachtet und Verbündete um Hilfe bittet. Gouverneur Ratcliffe glaubt, dass die von ihm zutiefst verachteten Ureinwohner das zu ergatternde, bislang aber nicht gefundene Gold vor den Engländern verstecken, während Powhatan berechtigterweise der Auffassung ist, dass die Engländer gekommen seien, um sein Land zu zerstören. Sowohl Pocahontas als auch John bekommen davon Wind und versuchen beide vergeblich, ihre Parteien von den Feindseligkeiten abzuhalten. Der Konflikt zwischen beiden Parteien führt schließlich zu einem dramatischen Höhepunkt, als Pocahontas sich verbotenerweise mit John, der wegen seiner jetzigen Sympathie für die Indianer im Auftrag des Gouverneurs heimlich von Thomas verfolgt wird, im Wald trifft, um in dieser Situation Rat bei Großmutter Weide zu suchen, Kokoum beide zusammen sieht, John angreift und daraufhin vom rechtzeitig auftauchenden Thomas erschossen wird. Die Indianer glauben daraufhin, John hätte Pocahontas und Kokoum angegriffen und nehmen ihn gefangen. Powhatan will John am nächsten Tag hinrichten, weist seine Tochter scharf zurecht und bereitet seine Krieger auf einen beginnenden Krieg mit den Engländern vor. Thomas wiederum glaubt, die Indianer hätten John entführt und erzählt dies seinen Leuten, worauf Ratcliffe die Situation ausnutzt, um mit seinen Leuten gegen die Indianer in die Schlacht zu ziehen. Beide Parteien brechen am Morgen auf. Pocahontas ist angesichts der Situation nun sehr verzweifelt. Sie glaubt, dem falschen Weg gefolgt zu sein, doch Großmutter Weide rät ihr, nicht aufzugeben. Sie betrachtet einen Kompass, den John ihr geschenkt hatte und erkennt in dessen kreisender pfeilförmiger Nadel den Pfeil aus ihrem Traum, der ihr nun „den richtigen Weg“ zeigt. Geleitet von den Geistern der Erde und angefeuert von Großmutter Weide läuft sie los, um den sich anbahnenden Kampf zwischen Engländern und Indianern noch zu verhindern. Sie tritt nun selbstbewusst und mutig als Mittlerin auf und kann dank ihrer Zuneigung zu John eine verbindende Brücke zwischen den beiden Parteien schlagen und die drohende Auseinandersetzung schlichten, indem sie John vor ihrem Vater rettet und diesem klarmacht, wohin der Hass sie alle geführt hat. Powhatan erkennt die Weisheit in den Worten seiner Tochter, will nun doch nicht kämpfen und lässt den gefesselten John frei. Ratcliffe ist vom friedlichen Ausgang der Auseinandersetzung gar nicht angetan und versucht, Powhatan zu erschießen. John erkennt die Gefahr rechtzeitig und wirft sich geistesgegenwärtig in die Schusslinie, stößt Powhatan weg und rettet so, schwer verletzt, das Leben des Häuptlings. Nun sehen auch Ratcliffes Männer ein, dass ihr Anführer nicht länger seines Amtes walten kann, und führen ihn unschädlich gemacht ab. John Smith erhält von Powhatan zum Dank für die Rettung das Versprechen, nun bei seinem Volk stets willkommen zu sein, muss aber schwer verwundet nach London zurückkehren und Pocahontas trifft die schwere Entscheidung, ihn ziehen zu lassen.

## Produktionsgeschichte und Hintergründe

### Historische Hintergründe

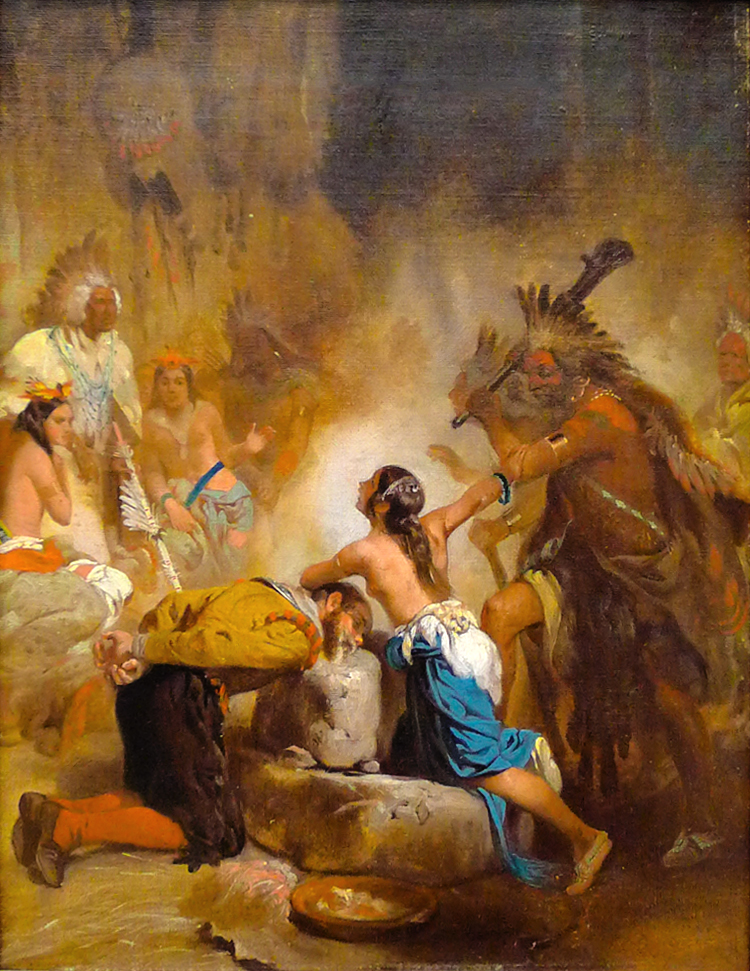
Die Rettung von John Smith durch Pocahontas, fiktive Darstellung aus dem 19. Jahrhundert (ca. 1865)

Als erstem und bislang einzigem Disney-Film liegt Pocahontas eine reale Person zugrunde. Jeffrey Katzenberg, damaliger Chef der Walt Disney Company, sah in der Geschichte um die amerikanische Legendenfigur das Potential für einen ernsten, erwachsenenorientierten Film. Die Häuptlingstochter Pocahontas wurde um das Jahr 1595 im heutigen US-Bundesstaat Virginia als Tochter von Indianerhäuptling Powhatan geboren. Der Name „Pocahontas“ war laut historischen Quellen lediglich ihr Spitzname und bedeutet „die Verspielte“, während sie im Allgemeinen „Amonute“ oder „Matoaka“ genannt worden sein soll.
Der Film weist einige Parallelen zum Leben der echten Pocahontas auf, wenn auch ein Großteil ihrer Lebensereignisse im Film lediglich als Anlehnung daran vorhanden ist. So pflegte Pocahontas in Wirklichkeit wie auch in der Geschichte ein enges Verhältnis zu ihrem Vater, auf den sie als eine seiner Lieblingstöchter beachtenswerten Einfluss gehabt haben soll. Der echte John Smith, in Wirklichkeit rund fünfzehn Jahre älter als Pocahontas, berichtete in seinen Memoiren, Pocahontas habe sich in ihn verliebt und ihn im Jahr 1607 vor dem Tod in Gefangenschaft in ihrem Stamm gerettet. Des Weiteren sei sie als eine der wenigen Indianerinnen der Meinung gewesen, dass ein friedliches Nebeneinanderleben der Ureinwohner und der englischen Siedler möglich sein müsse, und habe sich demnach für die Vermittlung zwischen den Gruppen eingesetzt. Auch habe sie John Smith die Sprache ihres Stammes beigebracht. Die Genauigkeit dieser Schilderungen ist nicht belegbar. Eine Romanze zwischen ihr und Smith, im Film als Beziehung wie zwischen Romeo und Julia dargestellt, schildert Smith nicht.
Pocahontas’ Leben nach ihrer Bekanntschaft mit John Smith wird in der Fortsetzung des Films behandelt. So heiratete sie 1614 John Rolfe, mit dem sie nach England ging und dort als Mitglied der adeligen Gesellschaft und Botschafterin ihres Stammes sogar am königlichen Hofe empfangen wurde. Sie starb drei Jahre später, kurz vor ihrer Rückreise nach Virginia.

### Inspirationsquellen

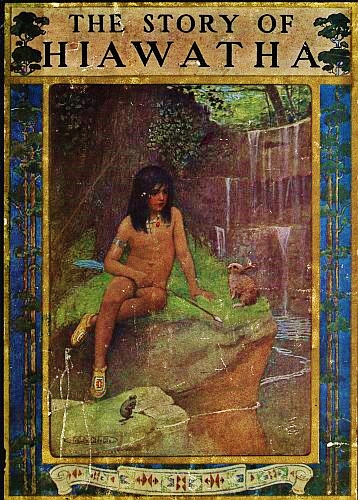
Ausgabe von The Story of Hiawatha, 1910

Eine erste Produktion der Walt Disney Company, die mit indianischen Themen zu tun hatte, war bereits 1937 der im Rahmen der Cartoon-Reihe Silly Symphonies produzierte Kurzfilm „Klein Adlerauge“, im Original Little Hiawatha. Dieser stellte eine Art Parodie des 1855 erschienenen Gedichts Hiawatha des amerikanischen Schriftstellers Henry Wadsworth Longfellow dar, das eines seiner bedeutendsten Werke gewesen war. Walt Disney wollte aus der Geschichte um den Ojibwa-Häuptling Hiawatha gar einen eigenen abendfüllenden Film produzieren und beauftragte gegen Ende der 1940er Jahre den Autor Dick Kelsey mit Drehbuch- und Bild-Entwürfen für diese Idee. Es entstanden eine Reihe von Bildern und Storyboards, die allerdings 1949 archiviert und nicht weiter verfolgt wurden. Gründe waren neben der zu dieser Zeit gerade laufenden Produktion von Cinderella auch die schwierige finanzielle Gesamtsituation der Disney-Studios, die wegen des Zweiten Weltkrieges in den 1940er Jahren schwere wirtschaftliche Verluste zu verkraften hatten. Dennoch dienten die Bilder der Hiawatha-Geschichte den Produzenten und künstlerischen Leitern von Pocahontas später als enorm wichtige Inspiration, so beispielsweise der Einsatz abstrakter Farbgebungen für die Darstellung von Emotionen oder die grafischen Stile zur Darstellung der Natur, die dadurch sehr spirituell wirkt.
Parallelen zwischen Hiawatha und Pocahontas finden sich nur entfernt, sind aber durchaus vorhanden. Beispielsweise ist der Krieg zwischen mehreren Völkern auch Thema der Hiawatha-Geschichte, wenn er auch hier nicht zwischen Ureinwohnern und Kolonialisten, sondern zwischen verschiedenen Indianerstämmen stattfindet. Letzteres wird allerdings zu Beginn von Pocahontas angedeutet, als die Krieger ihres Stammes von einer kämpferischen Auseinandersetzung mit den fiktiven „Massawomecks“ zurückkehren. Auch das Bestreben Hiawathas, als einziges Stammesmitglied den Frieden erreichen zu wollen, spiegelt sich in der Figur von Pocahontas wider. Unterschiede finden sich wiederum in der Tatsache, dass die Figur des Hiawatha kämpferische Fähigkeiten besitzt, so z. B. das Bogenschießen, und diese in den Entwürfen auch im Kampf gegen Ungeheuer einsetzt, während Pocahontas keine derartigen Eigenschaften aufweist und auch gegen keine übernatürlichen Wesen kämpfen muss. Zudem ist die Ursache des Streits in der Hiawatha-Geschichte eine Nahrungsmittelknappheit, die in Pocahontas nicht vorkommt. Hier geht es rein um materielle Interessen seitens der englischen Kolonialisten.

### Vorproduktion
Erste Ideen zu Pocahontas entwarf der Regisseur Mike Gabriel um Thanksgiving 1990, nachdem er seine Arbeit am gerade produzierten Film Bernard und Bianca im Känguruland beendet hatte, wie er später in einem Interview erzählte. Laut seinen Worten war er „auf der Suche nach einer Liebesgeschichte mit Herz und Humor“. Zur selben Zeit machten sich außerdem Peter Schneider, damaliger Präsident der Disney Feature Animation, und sein Team Gedanken über eine mögliche Zeichentrick-Liebesgeschichte nach dem Vorbild von Romeo und Julia, die bereits seit Jahren im Raum stand. Laut Schneider ging es dabei auch um das Thema von „zwei aufeinandertreffenden Welten“ und den Umgang mit Toleranz und anderen Kulturen, das mit dem Liebesmotiv verknüpft werden sollte. Auch Jeffrey Katzenberg, damaliger Präsident der Disney-Studios, begrüßte Anfang der 1990er Jahre ein solches Konzept, vor allem angespornt durch den Erfolg des Films Die Schöne und das Biest und der Oscar-Nominierung für den Besten Film 1992. Durch neue, derartige Filme sollte der Erfolg romantischer Zeichentrickfilme weiterentwickelt werden.
Nachdem Gabriel den Entwurf dem Team vorgestellt hatte, wurden Carl Binder, Susannah Grant und Philip LaZebnik mit der Erstellung eines Drehbuchs beauftragt und Tom Sito fungierte als Verantwortlicher für die Storyboards. Im Anschluss unternahm eine Gruppe von Beteiligten eine Reise nach Jamestown, Virginia, um sich ein Bild der dortigen Natur und Umgebung zu machen. Darunter war auch der künstlerische Leiter Michael Giaimo, der Pocahontas mit seinen Farbpaletten in Blau und Rosa nachträglich beeinflusste. Auch die Eindrücke der Pinienwälder auf langen, horizontalen Flächen, die während des gesamten Films zum Einsatz kommen, wurden dort gesammelt.
Speziell beim Charakter der Pocahontas erwies es sich für die Zeichner zunächst als Schwierigkeit, einen passenden Ansatz zu finden. Rund 55 Künstler waren allein mit der Hauptfigur beschäftigt. Erstmals produzierten die Disney-Animatoren einen Film, in dem eine echte Person im Mittelpunkt steht, und wollten sie demnach nicht verfälscht oder verzerrt darstellen. Sie ließen sich daher umfangreich von Historikern, Fachleuten, sowie Angehörigen von Indianerstämmen beraten, die sich mit dem Leben der Ureinwohner auskannten, um möglichst authentische Eindrücke zu vermitteln. Um den anfänglichen Ansprüchen gerecht zu werden, wurde die Handlung mehrfach überarbeitet und erhielt von den Drehbuchautoren schließlich eine Grundhandlung, die sehr an Romeo und Julia erinnert. Außerdem entschied man sich während der Produktion die Tiere nicht reden zu lassen, da es nicht zum gewünschten „reiferen“ Stil gepasst hätte. Des Weiteren entfernte man den Charakter Redfeather, einen Truthahn, der von John Candy gesprochen wurde, unter anderem weil die Rolle ohne ihren Text nicht mehr relevant war.

### Hauptproduktion
Eine Storyboard-Version, die von einer Demoaufnahme des Liedes Das Farbenspiel des Winds untermalt wurde, stellte die erste Szene und sogleich den eigentlichen Produktionsbeginn des Films dar. Rund 600 Zeichner, Animatoren und Techniker waren an Pocahontas mitbeschäftigt. Während der Produktion erhielt Pocahontas von den Künstlern außerordentlich viel Respekt. Es hieß, er sei der schwerste Film, den Disneys Zeichentrickschmiede je gemacht hatte. Vor allem das komplexe Farbschema und die realistischen Gesichtsausdrücke von Pocahontas und John Smith sorgten für Anspannung während der Produktion. Parallel zu diesem Film wurde 1994 Der König der Löwen produziert, wobei Pocahontas jener Film war, dem ein größerer Erfolg prophezeit wurde. Zahlreiche Animatoren wechselten sogar von den Arbeiten des ersteren zur Produktion des letzteren. Schlussendlich übertrafen sowohl die Höhe der Einspielergebnisse, als auch das Maß an Popularität von Der König der Löwen jene von Pocahontas um ein Vielfaches. Ein Großteil der Animationen wurde von der Kinderfilmproduktion 26. April produziert.

## Filmanalyse

### Dramaturgie
In Pocahontas wird das typische „Aufeinanderprallen zweier unterschiedlicher Welten“ thematisiert, auf der einen Seite die technisch fortschrittlichen, materiell interessierten Kolonialisten, und auf der anderen Seite die mit der Natur im Einklang lebenden, ihren spirituellen Prinzipien treuen Indianer, deren Alltag „stetig wie der Trommelklang“ vonstattengeht. Beide dieser Welten haben hierbei durch Pocahontas und John Smith jeweils eine Figur, die einerseits der Linie ihres Volkes folgen möchten, sich andererseits aber stetig nach Neuem sehnen und die Welt entdecken wollen. Dabei geht es Pocahontas vor allem um das Finden ihres eigenen Weges, während John Smith eher „neue Welten verbessern“ und dadurch Ruhm und Ansehen erlangen will.
Der Handlungsfaden ist ebenso klassisch wie lehrreich aufgebaut. Vom Beginn bis zum Schluss macht das Verhalten der Figuren einen Wandel durch, von „Unvernunft und Vorurteilen“ zu „Einsicht und Verständnis“. Die Gruppe von englischen Siedlern kommt mit sehr vielen Vorurteilen gegenüber anderen Kulturen und Plänen, wie sie das Land nutzen und „die Wilden vertreiben“ möchten, in die „neue Welt“ und beginnt sogleich, die dortige Natur auszubeuten und Krieg gegen die Ureinwohner zu führen. Auch John Smith ist zu Beginn der Meinung, dass nur seine Kultur und Ansichten die richtigen seien und es gälte, andere Völker zum Erreichen dieses Standards zu bringen. An der Stelle, an der er Pocahontas trifft, und diese ihm zeigt, dass sowohl die Natur als auch andere Kulturen eine Existenzberechtigung hätten, ändert sich seine Weltanschauung und er versucht, auch seine Gefolgschaft davon zu überzeugen. Diese ist allerdings viel zu sehr beeinflusst von ihrem Befehlshaber Ratcliffe, der stetig gegen die Indianer hetzt. So kommt es beinahe zu einer gewaltsamen Konfrontation, die zwar von Pocahontas verhindert werden kann, allerdings die Gesundheit von John Smith fordert. Nun sehen auch beide Völker ein, dass Hass lediglich Schlechtes bewirkt und damit keine Lösung ist.
Neben diesen unterschiedlichen Thematiken ist auch Spiritualität ein Kernthema von Pocahontas. Insbesondere die Hauptfigur selbst lässt sich stets von den „Geistern der Erde leiten“ und geht „wohin der Wind sie führt“. Als Mentor von Pocahontas fungiert hier Großmutter Weide, ein hunderte Jahre alter, sprechender und weiser Baum, der ihr auch rät „mit dem Herz zu lauschen“, um zu verstehen. Überhaupt wird Pocahontas im Film als sehr nachdenklich und mit der Natur verbunden dargestellt, die als Einzige versucht, den Krieg mit Worten zu verhindern.

### Visuelle Gestaltung
Pocahontas unterscheidet sich gegenüber anderen Disney-Filmen vor allem in der eckigeren und kantigeren Darstellung der Figuren. Während beispielsweise in Filmen wie Arielle, die Meerjungfrau oder Die Schöne und das Biest die Protagonisten eher mit rundlichen Linien ausgestattet sind und damit jünger und kindlicher erscheinen, wurden die Charaktere in Pocahontas mit markanten geradlinigen Gesichtszügen versehen, um so eine gewisse Reife in die Figuren zu interpretieren. Auch die Pflanzen, Tiere und Großmutter Weide wirken recht eckig und erzeugen somit einen den Figuren angepassten, eigenen Stil.
Während der Film animationstechnisch eher nicht an die Qualität früherer Disney-Filme heranreicht, insbesondere aufgrund der detaillosen Darstellung der Szenen und Figuren, so beinhaltet er auf der anderen Seite äußerst realistische Bewegungszüge der letzteren. Körperliche Details wie Fingernägel fehlen gänzlich, Haare wirken nicht einzeln, sondern eher als zusammengefasste Einheit. Kamerafahrten sind indes durch Verschieben der Bildebenen geprägt, was man u. a. merkt, als Pocahontas erstmals auf dem Felsen zu sehen ist und die Einstellung auf sie zufährt. Durch diese Vorgehensweise entsteht in den Bildern eine für dieses Filmmedium übliche Tiefenwirkung, die bereits in früheren Disney-Filmen Anwendung fand.
Als Inspiration für die Handlungsorte im Film diente das historische Jamestown in der Nähe von Richmond in den USA, das seinerzeit die erste Kolonie der Engländer in Nordamerika war und dem der Handlungsort von Pocahontas zugrunde liegt. Die idyllische Darstellung der Natur ist im Film geprägt durch weitreichende Landschaften, Flüsse und Flussufer, sowie Wasserfälle und unterschiedliche Wälder. Auffallend am Stil der Landschaftsdarstellung sind vor allem die zahlreichen Steigungen und Abhänge, z. B. die Hügel und Berge oder der Weg bergab zu den Flussufern. Dramaturgisch genutzt wird diese Eigenschaft u. a. in der Szene, wo die beiden Kriegsparteien aufeinander Richtung bergauf zugehen, dabei kahle Horizonte überschreiten und sich schließlich an der „Bergspitze“ begegnen.

### Farbdramaturgie
Pocahontas besitzt eine Vielzahl an farbdramaturgischen Merkmalen, die während des gesamten Filmes immer wieder auftauchen. So ist beispielsweise der immer wiederkehrende Wind, der die Figuren mit Blättern unterschiedlicher Farben umweht eines der prägnantesten Stilelemente, für das Pocahontas bekannt ist. Dieser Effekt wird überwiegend in Szenen verwendet, in denen Personen nachdenken, oder als Thema der Hauptfigur und John Smith. Auch im wichtigsten Lied des Films „Das Farbenspiel des Winds“ kommen die bunten Blätter mehrmals zur Geltung, wohl um u. a. das „Farbenspiel“ des Winds darzustellen, das eben dadurch entsteht. Doch vor allem in emotionalen Szenen, etwa jene, in denen sich Pocahontas und John Smith kennenlernen und die Hand geben, oder jene, in der Pocahontas’ Vater nach dem Hinrichtungsversuch an John Smith zur Besinnung kommt, ist das „Farbenspiel des Winds“ ein bedeutendes, die Handlung untermalendes Stilmittel. Den Höhepunkt seines Einsatzes erlebt der durch Blätter gefärbte Wind allerdings in der Schlussszene, in der Pocahontas auf dem Felsen wehmütig dem Schiff nachschaut, auf dem John Smith nach England zurückfährt.
Die wichtigsten Farbgebungen des Filmes sind verschiedene Rot-, Grün- sowie Blautöne, die je nach dramaturgischer Stimmung verwendet werden. Szenen in der Dunkelheit sind meist in Dunkelblau gehalten, so z. B. nahezu alle bei Großmutter Weide. Die Farbe Rot wird zumeist in emotional aufwühlenden Einstellungen verwendet. Ein gutes Beispiel hierfür ist die Kampfszene zwischen Kokoum und John Smith, bei der die Farbgebung von einem dezenten Dunkelblau plötzlich in ein aggressives Rot umschlägt, um somit die Wut zu untermalen. Auch in der Reprise von „Wilde sind’s!“ (engl. „Savages“) sind die Einstellungen von markanten Rot- und Orangerot-Tönen geprägt, die somit gut die Wut und den Hass der beiden Parteien aufeinander untermalen.
Überdies wird auch die Farbe Grün des Öfteren verwendet, meist gemischt mit Blau für Wälder oder Baumblätter, Gräser oder Maisfelder. Zur Darstellung von Emotionen ist Grün aber kaum vertreten, hier dienen nach wie vor Rot und Blau, oftmals auch gemeinsam. Die unterschiedliche und wechselnde Farbgebung ist besonders gut in „Das Farbenspiel des Winds“ beobachtbar, wo Farbdynamiken unterschiedlichster Kombination zur Darstellung der Vielfalten in der Natur zur Geltung kommen. Die Szene um dieses Lied herum ist somit auch in farbdramaturgischer Hinsicht ein Kern des Filmes.

## Soundtrack
Pocahontas beinhaltet insgesamt sieben Lieder, die teilweise als Reprise wieder verwendet werden und allesamt von Alan Menken komponiert und von Stephen Schwartz geschrieben wurden. Die Filmmusik von Pocahontas ist somit nach Arielle, die Meerjungfrau, Die Schöne und das Biest und Aladdin Menkens vierte musikalische Arbeit für ein Film der Disney Meisterwerke. Ins Deutsche übersetzt wurden die Texte von Frank Lenart und Lutz Riedel. Die folgende Liste gibt einen Überblick über die im Film gesungenen Lieder, deren deutschen und originalen Titel, sowie die Filmfiguren, die das jeweilige Lied singen.
- Virginia Company (Original: The Virginia Company) mit Reprise – Gesungen von den Charakteren John Smith und der Besatzung der „Virginia Company“
- Stetig wie der Trommelklang (Original: Steady as the Beating Drum) mit Reprise – Gesungen von den Charakteren des Indianerstammes
- Was das nächste Ufer bringt (Original: Just Around the Riverbend) – Gesungen von Pocahontas
- Lausche mit dem Herz (Original: Listen With Your Heart) mit Reprise – Gesungen von Großmutter Weide
- Mein, Mein, Mein (Original: Mine, Mine, Mine) – Gesungen von Gouverneur Ratcliffe, John Smith, Wiggins und der Besatzung der „Virginia Company“
- Das Farbenspiel des Winds (Original: Colors of the Wind) – Gesungen von Pocahontas
- Wilde sind’s (Original: Savages) mit Reprise – Gesungen von Gouverneur Ratcliffe, Häuptling Powhatan sowie deren jeweiliger Anhängerschaft
- Das Farbenspiel des Winds (Endetitel) (Original: Colors of the Wind – End Title) – Gesungen von Jennifer Rush

Im Abspann ist das Lied Colors of the Wind (im Deutschen Das Farbenspiel des Winds) als Soundtrack-Version zu hören. Es wird in der deutschen Fassung von Jennifer Rush gesungen, im englischen Original von Vanessa Lynn Williams. Darüber hinaus wird das Lied If I Never Knew You im Laufe des Films oftmals als Thema von Pocahontas und John Smith verwendet, allerdings rein instrumental. Im Abspann wird es nach Colors of the Wind ebenfalls als Soundtrack-Version gespielt, wobei als Interpreten Jon Secada und die Sängerin Shanice zu hören sind.

## Sprecher
Der Film wurde bei der Berliner Synchron vertont. Marianne Groß schrieb das Dialogbuch und ihr Ehemann Lutz Riedel führte die Dialogregie. Die Liedtexte wurden ebenfalls von Riedel ins Deutsche übertragen, mit Ausnahme von Das Farbenspiel des Winds, das Frank Lenart übersetzte. Andreas Hommelsheim leitete die musikalischen Aufnahmen.
| Rolle                | Originalsprecher   | Synchronsprecher   |
| -------------------- | ------------------ | ------------------ |
| Pocahontas           | Irene Bedard       | Alexandra Wilcke   |
| … Gesang             | Judy Kuhn          | Alexandra Wilcke   |
| John Smith           | Mel Gibson         | Sigmar Solbach     |
| Großmutter Weide     | Linda Hunt         | Hildegard Knef     |
| Gouverneur Ratcliffe | David Ogden Stiers | Joachim Kemmer     |
| Wiggins              | David Ogden Stiers | Wilfried Herbst    |
| Thomas               | Christian Bale     | Gunnar Helm        |
| Häuptling Powhatan   | Russell Means      | Gerd Holtenau      |
| Ben                  | Billy Connolly     | Stefan Fredrich    |
| Lon                  | Joe Baker          | Karl Schulz        |
| Kekata               | Gordon Tootoosis   | Helmut Heyne       |
| Kokoum               | James Apaumut Fall | Bernd Vollbrecht   |
| Nakoma               | Michelle St. John  | Irina von Bentheim |
| Stimme des Windes    | Bobbi Page         | Constanze Knapp    |

## Kritik
Pocahontas erhielt ein durchwachsenes Presseecho, was sich auch in den Auswertungen US-amerikanischer Aggregatoren widerspiegelt. So erfasst Rotten Tomatoes ähnlich viele wohlwollende wie kritische Besprechungen und ordnet den Film dementsprechend als „Gammelig“ ein. Laut Metacritic fallen die Bewertungen im Mittel „Gemischt oder Durchschnittlich“ aus.
Negative Stimmen kritisierten zumeist die historischen Inkorrektheiten im Film. Pocahontas war in Wahrheit viel jünger und Jamestown, der Handlungsort im Film, hatte eine weniger bezaubernde geographische Lage. James Berardinelli bemerkte dazu, dass „jeder, der von einem Disney-Zeichentrickfilm historische Richtigkeit erwartet, sich schämen solle“. Ed Gonzales vom Slant Magazine sah in dem Film „eine Vernachlässigung der Historie ganz im Sinne des idealisierten Geistes des Films“. Christopher Null empfand den Film gar als „schlechtesten Zeichentrickfilm in Disneys Geschichte“, seiner Meinung nach „vermittle ein Bilderbuch authentische Geschichte besser“.
Ein weiterer Kritikpunkt war die spirituelle Naturverbundenheit des Films. Noch schlimmer als diesen „fragwürdigen Naturmystizismus“ beurteilte das Lexikon des internationalen Films aber die „einfallslose visuelle Gestaltung“, wodurch „gerade Kinder kaum auf ihre Kosten kommen“. Ernst Corinth bescheinigt dem Film wiederum gerade, er sei etwas für Kinder: „In Pocahontas wird einfach ein – zugegeben – arg idealisiertes Märchen im Stil eines perfekt inszenierten Musicals erzählt. Eine Liebesgeschichte, die uns und vor allem unsere Kinder anrührt und 80 Minuten nicht mehr losläßt.“ Andere Stimmen wiesen dem Film wie den meisten Disney-Filmen Erziehungspotenzial zu, Martin Szymanski vom Word Magazine spricht von „einem guten Film, um den Kleinen in der Familie Toleranz und Verschiedenheit zu erklären“.
Christiane Peitz bezeichnete Disneys Pocahontas als „Öko-Prinzessin“ und „Botschafterin für multikulturelle Angelegenheiten“: „[S]ie versöhnt erstens symbolisch jedwede Nation mit ihren Minderheiten und zweitens Amerika mit seiner Geschichte“ der Dezimierung der Ureinwohner.
Hervorgehoben wurden auch die Animationen und das komplexe Farbschema des Films, so lobte Jeremy Gerard die Animationsabteilung für eine „lebendige Palette“. Die Kinozeitschrift Cinema bescheinigte dem Film, er sei eine „Liebesgeschichte mit Öko-Message, Witz und unvergesslich schönen, eleganten Bildern.“ Auch Filmkritiker Roger Ebert von der Chicago Sun-Times ist der Meinung, der Film sei optisch gelungen: „Der Film sieht großartig aus, die Lieder sind wundervoll visualisiert und die Charaktere sind sehr ansprechend. Pocahontas ist einfach herrlich als Familienunterhaltung. Auf einer Liste mit Arielle, die Meerjungfrau, Die Schöne und das Biest,  Aladdin und Der König der Löwen würde ich ihn auf Rang 5 setzen.“ Er kritisierte allerdings, dass dem Film ein markanter Bösewicht fehlt.
Insgesamt überzeugte der Film einen Großteil der Kritiker durch „liebevoll animierte Nebenfiguren“ (VideoWoche), einen durchdachten Handlungsstrang mit überraschenden Wendungen und Familientauglichkeit, wie man sie von Disney-Filmen gewohnt ist. Stellvertretend für diese Zusammenfassung verbindet der Film z. B. für die deutsche Kinozeitschrift Blickpunkt:Film „politische Korrektheit mit Familienunterhaltung auf breitem Niveau“ und Jeffrey M. Anderson schätzt den Film als „einer der vielseitigsten Zeichentrickfilme Disneys“ ein. Peter Stack vom San Francisco Chronicle umschrieb den Film als „ein umwerfender Film mit cleveren Drehungen, lebendigen Charakteren, einfühlsamen Songs und einer überraschenden Ernte revisionierter Geschichte, die hier als pure Unterhaltung funktioniert.“
Auch die Liebesgeschichte zwischen John und Pocahontas wird weitgehend als gelungen empfunden. Michael Dequin spricht von einem „zwar abgeschwächten, aber dafür überraschenden, durchdachten und romantischen Drama“, Richard Corliss vom amerikanischen Nachrichtenmagazin TIME von einer „perfekten Filmromanze“, der Film hätte „einen Ehrenplatz zwischen Disneys Zeichentrickfilmen der letzten Zeit verdient“. In dieser Hinsicht ist aber zumindest Rory L. Aronsky anderer Meinung. Er sieht den Film „meilenweit von seinen energiegeladenen Vorgängern entfernt“.

## Auszeichnungen
- 1995: Environmental Media Award in der Kategorie Spielfilm[26]
- 1996: Oscar für Alan Menken und Stephen Schwartz in der Kategorie Best Music, Original Musical or Comedy Score
- 1996: Oscar für Alan Menken und Stephen Schwartz für den Besten Song*
- 1996: BMI Film Music Award für Alan Menken
- 1996: Golden Globe Award für Alan Menken und Stephen Schwartz für den Besten Song*
- 1996: Grammy für Alan Menken und Stephen Schwartz für den Besten Song*

* für „Colors of the Wind“, gesungen von Vanessa Williams

## Heimkino-Veröffentlichungen
- Pocahontas – Eine indianische Legende, Walt Disney Meisterwerke, deutsche DVD-Erstausgabe 2001[27]
- Pocahontas – Eine indianische Legende, Walt Disney Special Collection, 2005[27]
- Pocahontas – Eine indianische Legende, Walt Disney Special Collection, 2008 (Teil der limitierten Gold-Steelbook-Ausgabe)[27]
- Pocahontas, Musikalische Meisterwerke – Limited Edition, 2009
- Pocahontas – Special Edition (DVD/BD), Walt Disney Studios Home Entertainment, 2012
- Disney Classics: Pocahontas (DVD/BD), Walt Disney Studios Home Entertainment, 2017